# 狩野裕子
狩野裕子（かの　ゆうこ、1955年- ）は、日本の洋画家。日本美術家連盟会員。

## 来歴・人物
1955年（昭和30年）香川県三豊郡豊中村（現・三豊市）に生まれる。1974年（昭和49年）香川県立観音寺第一高等学校卒業。1976年（昭和51年）東京立正短期大学英米語学科卒業。1991年（平成3年）画家を志し、独学で制作を開始。1996年（平成8年）武蔵野美術学園油絵科本科（2年）を修了。1997年（平成9年）二紀展（二紀会主催）初出品初入選、以降2002年まで同展に出展した。
2002年（平成14年）個展中心の活動を決意、試行錯誤をくりかえす。2006年（平成18年）紀伊國屋画廊の個展で『テーマ生きる 裸婦シリーズとさくら』を発表、重層する曲線で渦巻きと波打つような動きの独特の表現。特に、人気の「さくら」は初期の頃から描かれ、重要なモチーフであり、今日では「狩野桜」とも称せられている。2012年（平成24年）頃より、裸婦と鳥の構成で、空間をいかに自然な形で表現できるかに挑戦している。
2006年（平成18年）4月、新宿紀伊國屋画廊で開催した個展に、高校の先輩でもある洋画家の田中岑氏が訪れる。その後、同氏から、「三豊百景」をテーマとして描くよう、アドバイスを受ける。それをきっかけに、ふるさとである香川県の旧・三豊郡（現三豊市・観音寺市）の風景を絵にしていこうと決意する。2006年9月、観音寺市立中央図書館市民ホールで、初めて、三豊の風景を5点出展する。
2016年（平成28年）9月16日～30日に香川県三豊市で個展「三豊百景　狩野裕子絵画展」を開催した段階で、「三豊百景」としての100点のうち半分以上の制作が進んでいて、2020年には100点を完成させる予定である。「三豊百景」は、名所・旧跡・観光スポットにとらわれず、画家としての自身の眼で捉えた地元の何気ない風景を描いているところに大きな特徴がある。これは、ふるさとを愛する心の表れでもあろう。
「三豊百景 狩野裕子絵画展」の来場者は1,341名で、三豊百景の第100番目（100景目）を投票で決めるという企画をし、588の投票があった。その投票結果を踏まえて、三豊百景の第100番目は「有明浜からの瀬戸の夕日」と決定した。
三豊証券株式会社（本社：香川県観音寺市）の2023年および2025年のカレンダーそれぞれにおいて作品6点が使用された。

## 主な展覧会
- 1997年 二紀展初出品、初入選　以降2002年まで出展

- 1998年 個展　テーマ「生きる」（コート・ギャラリー国立）、東京二紀展（奨励賞　池袋芸術劇場）

- 2001年 個展（銀座　小野画廊）「春夏秋冬」、個展（銀座　小野画廊企画）テーマ「春」

- 2004年 第18回多摩秀作美術展入選（青梅市立美術館）、公募朝日チューリップ展（秀作賞）、第3回ルタン選抜展（評論家赤津侃企画　画廊るたん）

- 2005年 第19回多摩秀作美術展入選（青梅市立美術館）

- 2006年 個展　テーマ「生きる・三豊風景」（田中岑企画・田中岑賛助出品　香川県観音寺市立中央図書館市民ホール）、『田中岑・狩野裕子2人展図録』刊行、個展　テーマ「生きる・裸婦シリーズ」（新宿　紀伊國屋画廊）、第20回多摩秀作美術展入選（青梅市立美術館）、作品「春」を香川県立観音寺第一高等学校に寄贈

- 2007年 個展（画廊企画　新宿ギャラリー渓）、第21回多摩秀作美術展入選（賞候補）、ベルギー国際現代芸術グランプリ（銅賞）、国際芸術大賞展2007（銅賞）

- 2009年 個展　テーマ「生きる・裸婦・さくら」（新宿　紀伊國屋画廊）、新世紀の顔・貌・KAO－30人の自画像展（評論家中野中企画　銀座　高輪画廊・金沢ひろた・神戸ギャラリエサンサカエ・平塚画廊・北海道鹿追神田日勝美術館・京都アートスペース）、個展「パステル展」（銀座ギャラリー吉豊　画廊企画）

- 2010年 個展　テーマ「さくら・裸婦」（企画　新宿ギャラリー渓）、第32回一創会展　会員推挙（東京都美術館・金沢21世紀美術館・大阪市立美術館）、私が愛するアーチスト展（評論家赤津侃企画　ギャラリー風）

- 2012年 個展（新宿　紀伊國屋画廊）「裸婦シリーズ　三豊風景　さくら」

- 2013年 個展（画廊企画　コート・ギャラリー国立）「軌跡・2004～2013」「人体シリーズ　三豊風景」、個展「新作展」（画廊企画　新宿ギャラリー渓）、第35回記念一創会展　一創会賞受賞「水の如し」（東京都美術館）

- 2015年 個展「三豊風景小品展」（画廊企画　新宿ギャラリー渓）、第37回一創会展（東京都美術館）、第2回飯田弥生美術賞展（飯田弥生美術館　奨励賞受賞）

- 2016年 9月　個展「三豊百景　狩野裕子絵画展」（三豊市市民交流センターエントランスホール　香川県）、10月　第38回一創会展 「冬うらら」、「春のゆうべ」出品（東京都美術館）、11月　三豊百景第39景「豊稔池ダム」を観音寺市に寄贈、12月　青木繁「海の幸」オマージュ展出品 （東京・銀座ぎゃらりぃサムホール）

- 2017年 6月　第39回一創会展　東京賞受賞「希望の花」、「桜空に太鼓の音」出品（東京都美術館）、8月～9月　第30回日本の自然を描く展「飯舘村比曽・夏の終わりに」出品（上野の森美術館）（原田の森ギャラリー）、11月　三豊百景第35景「城山山頂から②」（粟島）を三豊市に寄贈、12月　飯田弥生賞展「平和を紡ぐ花」を出品

- 2018年4月　個展　狩野裕子パステル画展（画廊企画　新宿ギャラリー溪）、6月　第40回記念一創会展「結の花が咲き誇る」「さくら河」出品（東京都美術館）、11月　津野元子・狩野裕子コラボレーション展（さいか屋横須賀店　６階美術画廊）、11～12月　一創会選抜40回記念展（金沢21世紀美術館市民ギャラリーB1）

- 2019年 5月　狩野裕子個展―花を描く（画廊企画　東京新宿ギャラリー渓）、7月　ねこ展（さいか屋横須賀店　6階美術画廊）、8月　猫と動物たちの絵画展（さいか屋藤沢店　5階美術ギャラリー）、12月～１月（2020）　年末・年始お楽しみアートバザール（さいか屋横須賀店　6階美術画廊）

- 2020年 6月　狩野裕子個展　三豊百景展～完成記念展～（画廊企画　コート・ギャラリー国立）　三豊百景　狩野裕子作品集発刊、7月　作品「希望の花」三豊総合病院へ寄贈（階西病棟廊下展示）、8月 作品三豊百景第30景「夕暮れ前」（不動の滝へ続く道）まちづくり推進隊豊中へ寄贈（不動の滝カントリーパーク豊中コミュニティセンターロビー展示）、10月 狩野裕子個展―花を描くⅡ（画廊企画　東京新宿ギャラリー渓）、12月 お楽しみアートバザール～閉店大感謝セール　特別企画～（さいか屋横須賀店6階美術画廊）、12月～2021年2月　第2回青木繁「海の幸」オマージュ色紙展～チャリティ・オンライン展覧会～出品

- 2021年 7月～10月　～ふるさとへの想い～「狩野裕子展」（中津万象園・丸亀美術館）

- 2022年3月　「美術で変えるⅡ　コロナに負けるな！絵画は強いぞ！」展 出品　（銀座　ギャラリー暁）

- 2022年11月　「狩野裕子パステル画展一丸亀市を描く」（新宿　ギャラリー渓）

- 2023年6月　「石川忠一先生追悼展」出品　（新宿　ギャラリー絵夢）

- 2024年5月  「狩野裕子風景画展－中讃を描く」（新宿　ギャラリー渓）

- 2024年7月　「うちわ展」出品　（銀座　Gallery G2）

- 2024年11月　「水と共に生きとし生けるもの展」出品　（上大崎　ギャラリーランクスアイ）

- 2025年3月　「狩野裕子　桜展」　（銀座　ギャラリームサシ）